# По той бік бар'єру
«По той бік від бар'єру» (англ. Beyond the Barrier) — науково-фантастичний роман американського письменника Деймона Найта. Роман розповідає історію професора фізики з 1980 року, який починає сумніватися, що він людина. Він роздумує, що його, можливо, послали з іншого світу, щоб урятувати Землю; або, можливо, знищити її. Розгадка таємниці відводить його в далеке майбутнє.

## Сюжет
Професор Гордон Нейсміт у більшості аспектів звичайна людина, за винятком того, що у нього виняткові рефлекси, і він не пам'ятає свого життя за винятком попередніх чотирьох років, коли вважав, що потрапив у авіакатастрофу. Під час однієї з пар студент задає тривожне запитання: «Що таке цуг?» Питання викликає низку насильницьких інцидентів, і Нейсміта звинувачують у вбивстві. Він дізнається, що учень не людина, а скоріше «Потворний», і що він сам є «Шефтом», представником класу воїнів із віддаленого майбутнього Землі. У цьому майбутньому побудували Часовий бар'єр, щоб утримати в минулому агресивних інопланетян під назвою Цуги. Люди майбутнього нібито хочуть, щоб Шефт убив Цуга, який пережив Часовий бар'єр. Потворні переносять Нейсміта в майбутнє, де він дізнається, що більшість людей загинуло під час чуми. Потворні ловлять Нейсміта; він вилітає на напівготовій машині часу, яка не проходить через час, а коливається крізь ядро Землі, перш ніж вискочити з іншого боку планети. Нейсміта рятує дівчина, яка веде його до того моменту, коли встановлюється Часовий бар'єр; тут від нього очікують вбивства вцілілого Цуга.

## Впливи
Роман розглядається як спроба Найта імітувати стиль А. Е. ван Вогта (або «Ван Вогт за межами Ван Вогта», за словами Річа Гортона). Це було б іронічно, враховуючи відому та нищівну критику Найта роману Ван Вогта «У пошуках дива».
Роберт Смітсон стверджував, що «По той бік бар'єру» — це приклад наукової фантастики, в якій представлено архітектурні зразки, які не мають нічого спільного з наукою чи фантастикою, а натомість пропонують «новий вид монументальності, який має багато спільного з цілями деяких сучасних художників».
|  | Така побудова відтворила «безпредметний світ» Казимира Малевича, де більше немає «подібностей реальності, немає ідеалістичних образів, нічого, крім пустелі!» Але для багатьох сучасних художників ця «пустеля» — це «місто майбутнього», створене з нульових структур та поверхонь. ... У науково-фантастичному романі Деймона Найта «По той бік бар'єру» він феноменологічно описує саме такі поверхневі структури: «Частина сцени перед ними, здавалося, розширювалася. Там, де була одна з флотаційних машин, була тьмяна решітка кристалів, яка зростала все затіненішою і непідконтрольною, коли вона набухала; потім темрява; потім сяйво слабких призматичних світло-крихітних комплексів у величезному тривимірному масиві, який постійно збільшується». Цей опис не містить жодних «цінностей» натуралістичного «літературного» роману, він кристалічний, а розум — доброчесність перебування поза несвідомою дією. Це дуже добре може стати втіленою концепцією для твору Джадда, ЛеВітта, Флавіна чи Інслі.Оригінальний текст (англ.) This kind of nullification has re-created Kasimir Malevich's "non-objective world," where there are no more "likenesses of reality, no idealistic images, nothing but a desert!" But for many of today's artists this "desert" is a "City of the Future" made of null structures and surfaces. ... In Damon Knight's Sci-fi novel, "Beyond the Barrier," he describes in a phenomenological manner just such surface-structures: "Part of the scene before them seemed to expand. Where one of the flotation machines had been there was a dim lattice of crystals, growing more shadowy and insubstational as it swelled; then darkness; then a dazzle of faint prismatic light-tiny complexes in a vast three-dimensional array, growing steadily bigger." This description has none of the "values" of the naturalistic "literary" novel, it is crystalline, and of the mind of virtue of being outside of unconscious action. This very well could be an inchoate concept for a work by Judd, LeWitt, Flavin, or Insley. |

Роман цитують за те, що він містить сцену «кругової причинності», в якій пара вирушає шукати мандрівника в часі, котрий застряг у минулому, побачивши, як вони благополучно повертаються з ним.
Роман також примітний тим, що містить одне з небагатьох фундаментальних зображень у літературі головного героя, який падає крізь Землю.

## Історія видань
Роман є розширеною версією оповідання «Дерево часу», надрукованого в журналі «Фентезі & Сайнс фікшн» двома частинами в грудні 1963 та січні 1964 року. Після першої публікації роману в твердій обкладинці видавництвом Doubleday, 1964 року його декілька разів передрукували у виданнях з твердою та м'якою обкладинкою Gollancz (1964), Macfadden (1965, 1970) та Hamlyn (1978).